# Sant Joan Degollat de Puig-reig
Sant Joan Degollat és una petita església romànica situada a la Serra de Cap de Costa sobre el Guixaró, al municipi de Puig-reig, inclosa en l'Inventari del Patrimoni Arquitectònic de Catalunya. .

## Descripció
Església romànica d'una sola nau i sense absis, orientada a llevant. L'entrada és a migdia, amb una porta de grans dovelles i petites dimensions, amb arc de mig punt. La coberta és de volta de pedra feta amb pedres força grosses, que formen un arc un xic ovalat, tot i que la volta és una mica apuntada. Es conserva l'altar amb una gran ara de pedra que es veu somoguda. El terra és de cairons. Al mur de ponent hi ha una finestra de doble esqueixada, força estreta, coberta amb un arc de mig punt monolític i al cantó de llevant hi ha una altra finestra tapiada. Sobre el mur de llevant es troba també el campanar d'espadanya, d'una sola obertura, que ha perdut l'arc. Les parets són de pedres força grosses, escairades i disposades a trencajunt.

## Història
La manca de dades històriques sobre l'església de Sant Joan Degollat fa difícil fins i tot la seva datació. Per l'estructura general del conjunt sembla una obra romànic tardà (segle xiii o XIV). Dins del terme del castell de Puig-reig no devia passar mai d'ésser una simple capella rural, lligada a la parroquial de Sant Martí de Puig-reig, tal com ho era al segle xviii.
L'any 1905 l'excursionista Cesar August Torres va visitar aquesta església i relata que hi va trobar un retaule dedicat a Sant Joan. Aquest retaule es devia perdre la segona dècada del segle xx.